# Zeulenroda-Triebes
Zeulenroda-Triebes est une ville allemande de Thuringe située dans l'arrondissement de Greiz. Ancien chef-lieu d'arrondissement à l'époque de la RDA, la ville est née en 2006 de la fusion de Zeulenroda et de Triebes.

## Géographie

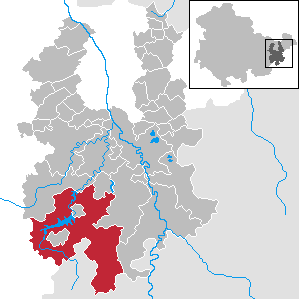
Situation de la ville (en rouge) dans l'arrondissement de Greiz

Zeulenroda-Triebes est située au sud-ouest de l'arrondissement, à la limite avec l'arrondissement du Vogtland en Saxe et avec l'arrondissement de Saale-Orla en Thuringe, sur les hauts plateaux du Vogtland thuringeois, sur la Weida et son affluent la Triebes. Le barrage de Zeulenroda, construit de 1973 à 1977 et immense réserve d'eau potable, est situé aux portes de la ville. L'altitude maximale est de 485 m au Schöne Höhe.
Les deux communes de Langenwolschendorf et Weißendorf, administrées par Zeulenroda-Triebes, sont complètement enclavées dans son territoire.
Communes limitrophes (en commençant par le nord et dans le sens des aiguilles d'une montre) : Auma-Weidatal, Hohenleuben, Langenwetzendorf, Vogtländisches Oberland, Pausa, Schleiz, Kirschkau, Göschitz et Tegau.

### Incorporations de communes
Communes incorporées à Zeulenroda :
- 1992 : Kleinwolschendorf, Niederböhmersdorf ;
- 1993 : Leitlitz ;
- 1994 : Läwitz, Förthen, Wockersdorf, Pahren, Stelzendorf.

Communes incorporées à Triebes : Mehla et Dörtendorf.
Communes incorporées à Zeulenroda-Triebes le 1er décembre 2011 : Merkendorf (avec Piesigitz), Silberfeld (avec Quingenberg), Zadelsdorf.

## Histoire
Zeulenroda a sans doute été fondée au IXe siècle par les populations sorabes qui peuplaient la région à cette époque mais la première mention écrite du lieu sous le nom de Ulenroda ne date que de 1325 où il est cité comme appartenant aux domaines du bailli de Weida. En 1438, les droits de ville lui sont octroyés en 1438.
Triebes est citée dès 1209 sous le nom de Tributz.

Armes de Triebes

Armes de Zeulenroda

La position favorable de Zeulenroda au carrefour des voies menant de Thuringe en Bavière et en Bohême entraînent la création de marchés vivaces. En 1500, Zeulenroda est incorporée dans les domaines des princes de Reuss et, en 1564, elle rejoint la principauté de Reuss branche aînée (cercle de Greiz). La vile souffre de plusieurs grands incendies en 1566, 1790, 1818, ce qui explique l'absence de constructions antérieures au XIXe siècle. Le bâtiment le plus remarquable, l'hôtel de ville, date de 1825.
En 1848, Triebes est intégrée à la principauté de Reuss branche cadette (cercle de Gera); Quelques villages font partie du cercle de Schleiz.
Dès le XVIIIe siècle, l'industrie se développe à Zeulenroda, les tissages de bas, la menuiserie, la bonneterie qui fondent sa prospérité. Au XIXe siècle, cette expansion se poursuit, la Caisse d'Épargne de Zeulenroda est créée. L'industrie du jute s'implante à Triebes qui obtient les droits de ville en 1919.
Les deux villes sont reliées au réseau ferroviaire en 1883 (ligne Weida-Meltheuer).
Après l'abdication des princes de Reuss en 1918, Zeulenroda et Triebes sont intégrées à l'éphémère État populaire de Reuss, puis, en 1902, au nouveau land de Thuringe (arrondissement de Greiz).
Pendant la Seconde Guerre mondiale, l'important laboratoire d'Adolf Scheibe le Physikalisch-Technische Bundesanstalt, est déplacé à Zeulenroda. Lors de la prise de la ville par les troupes américaines en avril 1945, il est démonté et expédié dans la partie ouest de l'Allemagne.
Le 1er juillet 1945, la ville rejoint la zone d'occupation soviétique, puis la RDA en 1949. Lors de la réorganisation administrative de l'état en 1952, Zeulenroda devient le chef-lieu d'un nouvel arrondissement dans le district de Gera.
Après la réunification de 1989, les entreprises d'état sont privatisées. La plupart ferme leurs portes très rapidement, WEMA (machines-outils), combinat de fabrication de meubles, Rotpunkt (articles en caoutchouc), Elastic Mieder (sous-vêtements).
Dans les années 1990, de nouvelles entreprises s'installent et notamment, la firme Bauerfeind AG qui retrouve le lieu de sa fondation.
En 1994, Zeulenroda intègre le land de Thuringe et perd son statut de chef-lieu d'arrondissement. En 2006, Zeulenroda et Triebes unissent leurs destinées.

## Démographie
Évolution démographique de la ville de Triebes :
| - 1842 : 1 254 - 1910 : 4 965 - 1925 : 4 858 - 1933 : 4 814 | - 1939 : 4 965 - 1995 : 4 146 - 2000 : 4 230 - 2005 : 4 040 |

Évolution démographique de la ville de Zeulenroda :
| - 1830 : 8 449 - 1905 : 9 776 - 1910 : 10 389 - 1925 : 11 047 - 1933 : 12 247 | - 1939 : 12 688 - 1946 : 14 039 - 1950 : 13 694 - 1960 : 13 684 - 1971 : 13 687 | - 1981 : 14 709 - 1988 : 14 751 - 1995 : 15 021 - 2000 : 14 600 - 2005 : 13 434 |

Ville de Zeulenroda-Triebes :
| 1910    | 1933   | 1939   | 2005   | 2010   |
| ------- | ------ | ------ | ------ | ------ |
| 19 110, | 20 303 | 20 449 | 17 474 | 16 139 |

## Politique

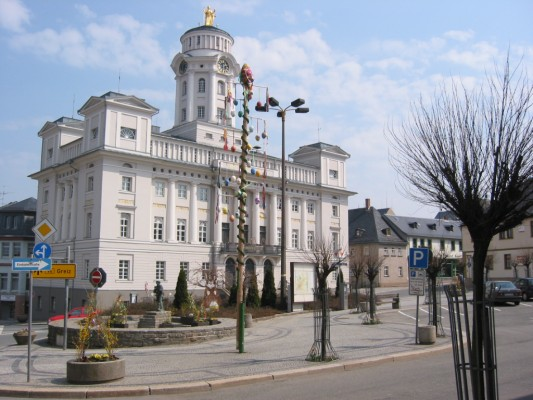
L'hôtel de ville

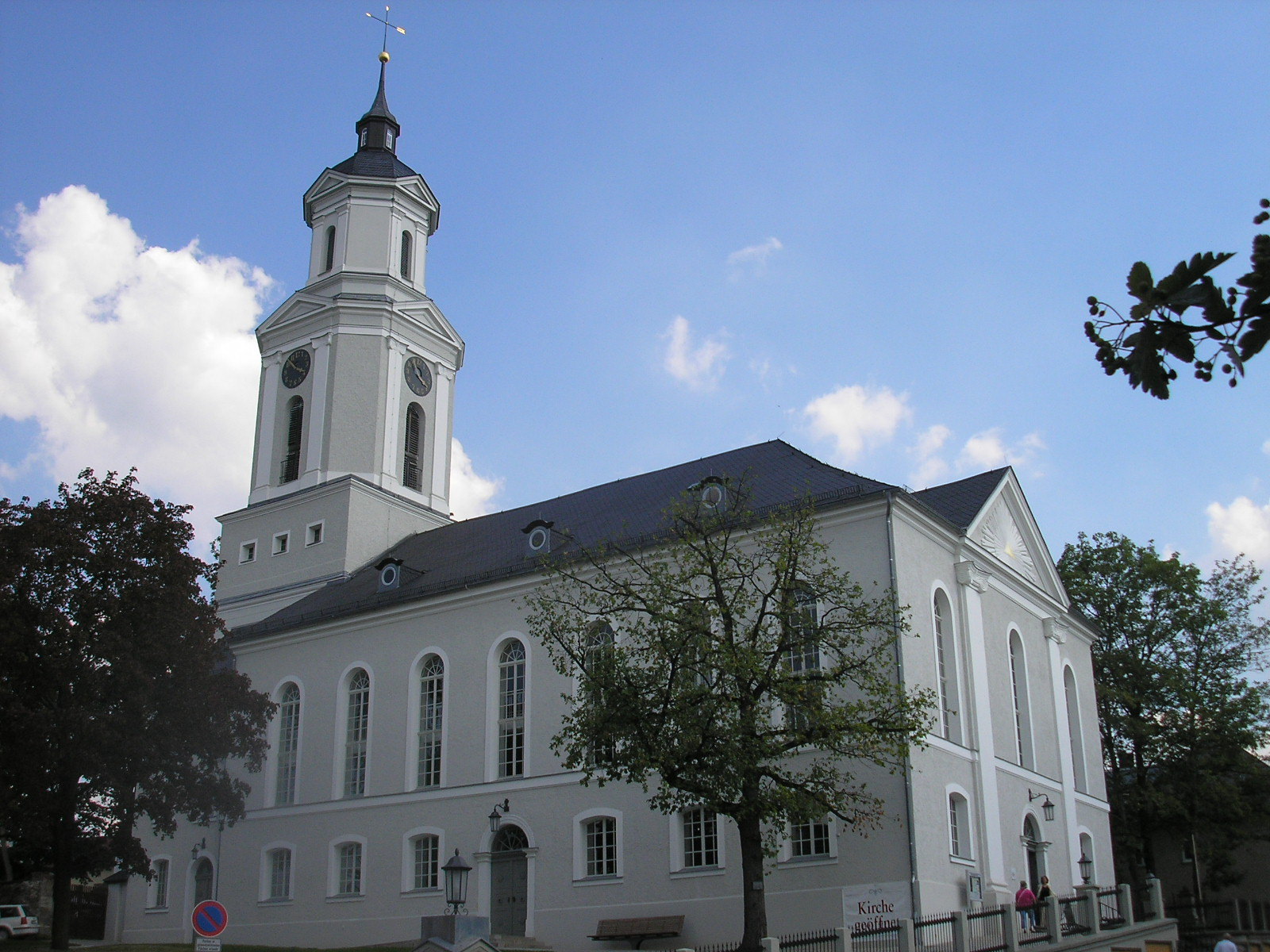
La Dreienigkeitskirche

Aux élections municipales du 7 juin 2009, les résultats obtenus ont été les suivants :
| Parti     | Nombre de conseillers | Pourcentage de voix |
| --------- | --------------------- | ------------------- |
| CDU       | 10                    | 42,6 %              |
| Die Linke | 5                     | 20,0 %              |
| SPD       | 4                     | 15,4 %              |
| BIZ e.V.  | 3                     | 12,8 %              |
| FDP       | 2                     | 9,2 %               |

## Sites et monuments
Ayant été détruite plusieurs fois par le feu, Zeulenroda possède peu de monuments anciens, les plus remarquables sont l'hôtel de ville (Rathaus) et l'église Dreienigkeitskirche de style classique.
Le Musée de la Ville offre un panorama de l'histoire locale ainsi qu'une collection de meubles produits par les usines de Zeulenroda jusque dans les années 1990.
Le barrage de Zeulenroda, aux portes de la ville et son immense lac de retenue permettent de nombreuses promenades.

## Sports
Le club de football FC Motor Zeulenroda, fondé en 1999 joue en ligue régionale de Thuringe.

## Économie

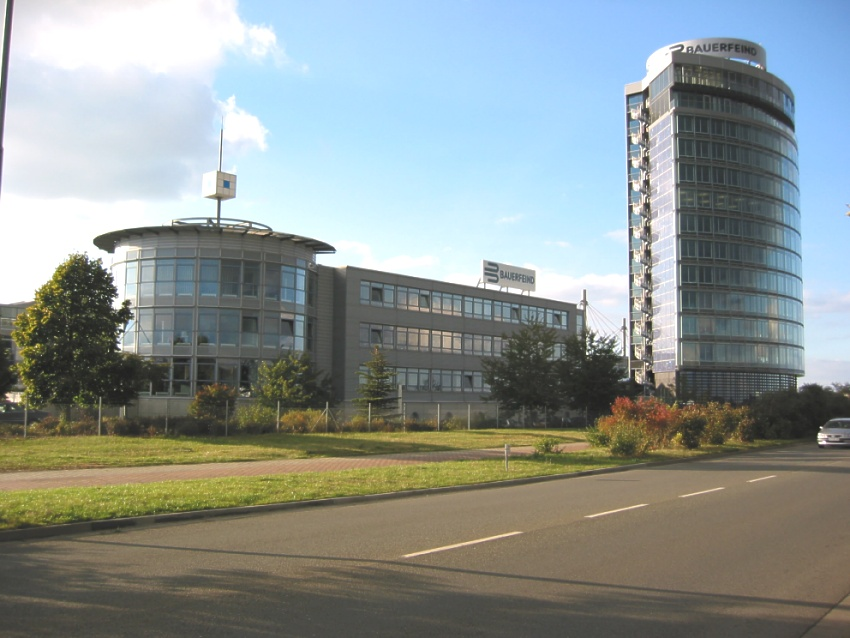
Le siège social de Bauerfeind AG

Les villes de Zeulenroda et Triebes qui étaient de grands sites industriels depuis le XIXe siècle (bonneterie, tissage du jute) ont beaucoup souffert des restructurations de l'après-réunification. Le taux de chômage de la ville était de 12,8 % en 2009.
Depuis 1990, de nouvelles implantations industrielles ont vu le jour. L'entreprise Bauerfeind AG, l'un des leaders européens des équipements de santé y a installé son siège social et créé 800 emplois. Il faut dire que cette entreprise est originaire de Zeulenroda où elle avait été créée avant le Seconde Guerre mondiale par le grand-père du propriétaire actuel.
D'autre part, Zeulenroda voit son rôle commercial s'affirmer. Le tourisme offre aussi de nouvelles perspectives de développement.

## Communications
Zeulenroda est traversée d'ouest en est par la route nationale N94 Schleiz-Greiz-Reichenbach im Vogtland-Auerbach.
Routes régionales :
- L1087 vers le nord-ouest : Auma, Triptis et l'autoroute A9 Berlin-Munich (à 16 km) ;
- L1083 vers le nord-est : Triebes, Gera et Berga/Elster ;
- L2332 vers le nord à partir de Triebes : Staitz, Weida ;
- L2346 vers le sud-est : Pöllnitz, Bernsgrün, Plauen ;
- L1087 vers le sud : Pausa, Plauen.

la ville possède deux gares à Triebes et Zeulenroda sur la ligne ferroviaire Weida-Mehltheuer. Les trains Regional-Express Gera-Hof-Ratisbonne y ont une desserte cadencée toutes les deux heures.
De 1914 à 1996, Zeulenroda a bénéficié d'une ligne de tramway qui reliait la gare et le centre de la ville.

## Médias
Une édition régionale du quotidien de Gera Ostthüringen Zeitung est consacrée à Zeulenroda-Triebes.

## Jumelages
La ville de Zeulenroda-Triebes a maintenu les anciens jumelages existants.
Jumelages de Zeulenroda :
- Giengen an der Brenz (Allemagne) depuis 1990 dans l'arrondissement de Heidenheim (Bade-Wurtemberg).

Jumelages de Triebes :
- Neunkirchen am Sand (Allemagne) depuis 1990 dans l'arrondissement du Pays-de-Nuremberg (Bavière) ;
- Wies (Autriche), dans le district de Deutschlandsberg (Styrie) ;
- Kostelec nad Orlicí (Tchéquie) depuis 1998 dans le district de Rychnov nad Kněžnou (Région de Hradec Králové) ;
- Sainte-Florine (France) depuis 1996 dans le département de la Haute-Loire (Auvergne).

D'autre part, la ville de Zeulenroda-Triebes a noué des relations d'amitié avec :
- Köflach (Autriche) dans le district de Voitsberg (Styrie) ;
- Lauf an der Pegnitz (Allemagne) dans l'arrondissement du Pays-de-Nuremberg (Bavière) ;
- Le Pré-Saint-Gervais (France) dans le département de la Seine-Saint-Denis (Île-de-France).

## Personnalités
- Friedrich August von Gebler (1781-1850), médecin, botaniste, naturaliste et entomologiste
- Heinrich Seeling (1852-1932), architecte ;
- Erich Schopper (1892-1978), général allemand ;
- Adolf Scheibe (1895-1958), physicien et inventeur de la montre à quartz ;
- Thomas Barth, (1960- ), coureur cycliste ;
- René Enders (1987- ), coureur cycliste.